# فردریک نورنا
فردریک نورنا (فنلاندی: Fredrik Norrena؛ زادهٔ ۲۹ نوامبر ۱۹۷۳) بازیکن هاکی روی یخ اهل فنلاند بود.